# 그림의 법칙
그림의 법칙은 독일의 야코프 그림이 그의 저서 《독일어 문법》(Deutsche Grammatik)에서 지적한, 게르만어의 역사적인 변화 과정에서 파열음 계열의 소리들이 보이는 음운 변화의 규칙을 일컫는 용어다.
그에 따르면, 인도유럽어족에서 게르만어로 변화하는 과정에서 무성 파열음은 무성 마찰음으로, 유성 파열음는 무성 파열음으로, 유성 유기 파열음은 유성 무기 파열음으로 변화하게 된다.
| 음운 변화                           | 음운     | 낱말                                                                         |
| ----------------------------------- | -------- | ---------------------------------------------------------------------------- |
| 무성 파열음 > 무성 마찰음           | *p > *f  | 인도유럽 조어 *ph₂tēr > 게르만 조어 *fadēr (고트어: fadar →아버지)           |
| 유성 유기 파열음 > 유성 무기 파열음 | *gh > *g | 인도유럽 조어 *leugh- > 게르만 조어 *ligan →눕다                             |
| 유성 파열음 > 무성 파열음           | *d > *t  | 인도유럽 조어 *h₁ed- > 게르만 조어 *etaną (고대 영어(고대 영어: etan) →먹다) |

이러한 음운 변화는 고지 독일어에서 다시 한번 일어나게 된다. 그림은 인구조어에서 게르만어로 넘어오는 과정에서 생기는 변화를 제1차 음운 추이, 게르만어에서 고지 독일어로 넘어오는 과정에서 생기는 변화를 제2차 음운 추이라고 이름 붙였다. 제1차 음운 추이를 그림의 법칙이라고 한다.
그림의 법칙의 예외를 칼 베르너(Karl Verner)가 베르너의 법칙으로 설명하였다.

## 같이 보기
- 아르메니아어
- 스티글러의 명명법칙
- 그라스만의 법칙